# José Remesal Rodríguez
José Remesal Rodríguez (Lora del Río, 27 de juny de 1948) és un historiador espanyol, catedràtic d'història antiga a la Universitat de Barcelona i membre de la Reial Acadèmia de la Història.

## Biografia
Va ser becari de l'Institut Rodrigo Caro (1973-75) i de l'Escola Espanyola de d'Història i Arqueologia de Roma del CSIC (1976), així com del Consell Nacional de Recerca de Roma el 1977 i de la Fundació Alexander von Humboldt de Heidelberg, amb el professor Géza Alföldy. El 1977 es va doctorar en història a la Universitat Complutense de Madrid i des de 1988 és catedràtic d'història antiga de la Universitat de Barcelona.
La seva línia de recerca es basa la producció i el comerç d'aliments en l'antiguitat i és especialista en la vida econòmica de l'Imperi Romà i en la recerca de les xarxes comercials basades en la producció, la distribució i el consum d'aliments, principalment l'oli d'oliva d'Hispània, i l'epigrafia amfòrica.
Ha dirigit les excavacions arqueològiques del Monte Testaccio a Roma amb José María Blázquez Martínez, el projecte sobre epigrafia amfòrica a Baden-Württemberg, el projecte Amphoren aus Xanten i la secció d'epigrafia llatina del projecte Corpus International des Timbres Amphoriques de la Union Académique Internationale. També és membre de la junta directiva de la Unió Internacional d'Acadèmies, del Deutsches Archäologisches Institutbde Berlín, de la Reial Acadèmia Sevillana de Bones Lletres, i fundador del Centre per a l'Estudi de la Interdependència Provincial en l'Antiguitat Clàssica (CEIPAC) de la Universitat de Barcelona.
El 1993 va crear la sèrie de publicacions Instrumenta, que ha publicat 25 monografies. En 2008 va guanyar el Premi d'Humanitats de la Institució Catalana de Recerca i Estudis Avançats. En 2011 fou escollit acadèmic de la Reial Acadèmia de la Història.

## Obres
- La annona militaris y la exportación de aceite bético a Germania, Universidad Complutense, Editorial Complutense, 1986. ISBN 84-7491-186-9
- La necrópolis sureste de Baelo, Ministerio de Cultura, 1979. ISBN 84-7483-043-5
- Heeresversorgung und die wirtschaftlichen Beziehungen zwischen der Baetica und Germanien (Abastament militar i relacions econòmiques entre la Bètica i Germània, 1997)
- Celti (Peñaflor): The Archaeology of a Hispano-Roman Town in Baetica. Survey and Excavations 1987-1992 (2001)
- Comisión de Antigüedades de la Real Academia de la Historia. Cataluña. Catálogo e índices (2000).